# Svitlana Dorsman
Svitlana Volodimirivna Dorsman (ukrainska: Дорсман Світлана Володимирівна), född Lidjajeva (Лідяєва) 11 december 1993 i Mariupol, Ukraina, är en volleybollspelare (center).
Milenko har spelat med Ukrainas landslag, både på junior och seniornivå. Hon var med i laget som vann European Volleyball League 2017. Hon har spelat med klubbar i Ukraina, Azerbajdzjan, Polen och Ryssland. Hon var med och tog silver i Universiaden 2015 med Västra nationella universitet.